# Sætrafjall
Sætrafjall är ett berg i republiken Island. Det ligger i regionen Västfjordarna, 210 km norr om huvudstaden Reykjavík. Toppen på Sætrafjall är 573 meter över havet.
Trakten runt Sætrafjall är nära nog obefolkad, med mindre än två invånare per kvadratkilometer.